# Agathisanthemum
Agathisanthemum é um género botânico pertencente à família Rubiaceae.

## Espécies
Apresenta sete espécies:
- Agathisanthemum angolense
- Agathisanthemum assimile
- Agathisanthemum bojeri
- Agathisanthemum chlorophyllum
- Agathisanthemum globosum
- Agathisanthemum petersii
- Agathisanthemum quadricostatum